# 고바야시 히로유키 (야구 선수)
고바야시 히로유키(일본어: 小林 宏之, 1978년 6월 4일 ~ )는 일본의 전직 프로 야구 선수이자 무사시 히트 베어스의 감독이다.
2010년 4월부터 등록명은 고바야시 히로(小林宏).

## 인물

### 지바 롯데 마린스 시절

#### 1997년 ~ 2001년
가스카베교에이 고등학교를 거쳐 1996년 프로 야구 드래프트 회의에서 지바 롯데 마린스로부터 4순위로 지명을 받아 입단해 프로 5년차인 2001년 시즌 종반 무렵 1군에 합류했다. 그 해 7월 9일의 후쿠오카 다이에 호크스 18차전(지바 마린 스타디움)에서 10회초에 구원으로 등판, 1/3이닝을 던져 무실점으로 호투하는 등 데뷔 첫 승리를 거두었다. 이 때는 고바야시가 등판하기 전에 후지타 소이치가 오미치 노리요시에게 3점 홈런을 허용하면서 패색이 짙은 상황에 몰렸지만 연장 10회말의 공격에서 프랭크 볼릭이 만루 홈런을 때려내 역전 끝내기 승리가 된 경기였다.

#### 2002년
시즌 초에는 선발로 기용되었지만 뚜렷한 성적을 내지 못한 채 그 후 중간 계투로서 활약을 했다. 8회 고바야시 히로유키·9회 고바야시 마사히데와 연결하는 일명 ‘고바야시 릴레이’라고 불리는 등 승리 패턴의 중간 계투로서 활약했고 데뷔 후 처음으로 올스타전에도 출전했다.

#### 2003년
개막 이후부터 구원 투수로서 활약하여 시즌 중반에는 다시 선발 투수로 복귀함과 동시에 선발 로테이션에 정착했다. 처음으로 규정 투구 횟수를 채웠고 시즌 두 자릿수 승리(10승)를 달성했다.

#### 2004년
시즌 개막을 앞두고 당시 18세의 여성과 입적했고 그 해 시즌에는 선발 로테이션의 일각으로서 처음으로 시즌 통해 선발로 기용되어 8월에는 처음으로 월간 MVP를 차지했다. 그러나 두 자릿수 승리에는 이르지 않았고 전체적으로는 불안한 모습을 보였다.

#### 2005년
그 해에 처음 도입된 교류전에서는 타율 3할대와 3타점의 타격 성적을 기록했고 투수에서는 6경기에 등판하여 5승 무패라는 뛰어난 성적을 남기는 등 팀의 교류전 우승에 기여했고 교류전 MVP를 석권했다. 시미즈 나오유키, 와타나베 슌스케 등과 함께 선발 로테이션의 일각으로서 활약하여 시즌 12승 6패와 평균자책점 3.30의 좋은 성적을 남겼다. 플레이오프와 일본 시리즈에서도 맹활약을 하여 팀의 일본 시리즈 우승에 기여했다. 그 해 요미우리 자이언츠전에서의 등판 직전에 장남이 탄생하여 “수면 시간이 3시간 정도”(인터뷰에서의 본인 발언)라는 컨디션으로 승리를 거둔다. 그 후 히어로 인터뷰에서 요미우리전 중계로 전국적으로 방송되고 있는 와중에 장남의 탄생에 대한 기쁨을 맛보았다.

#### 2006년
제1회 월드 베이스볼 클래식 일본 국가대표팀 선수로 발탁되었는데 미국에 체류하고 있던 도중 발열 증세를 보이면서 컨디션이 좋지 않았고 본선에서의 등판하는 일은 없었다. 월드 베이스볼 클래식의 영향으로 여겨지는 다리의 통증이 일어나 개막 이후부터 출발이 늦어졌지만 4월 26일의 오릭스 버펄로스전에서 첫 등판해 2개의 피안타와 98개의 공을 던져 완봉승을 거뒀다. 그 후 시즌 마지막 등판이 된 세이부 라이온스전에서 10승째를 올리는 등 2년 연속 두 자릿수 승리를 달성했다.

#### 2007년
시즌을 통해 선발 로테이션을 지키면서 개인 최다의 투구 횟수(170.2)를 달성했고 13승을 올리는 등 3년 연속의 두 자릿수 승리 기록을 경신했다. 클라이맥스 시리즈에서도 제1 스테이지(2차전)와 제2 스테이지(2차전)에서 선발 등판했지만 제1 스테이지에서는 2회 도중 6실점을 기록해 패전투수가 되었고 제2 스테이지에서는 다리의 경련이 일어나면서 4회 도중에 강판당했다. 같은 해 베이징 올림픽 아시아 예선 일본 대표팀 선수로 발탁되었고 등번호는 지바 롯데에서 달고 있는 41번을 이나바 아쓰노리에게 양보하면서 14번으로 배정받았다. 첫 경기인 필리핀전에서 타자 3명을 2개의 탈삼진으로 잡았다. 시즌 종료 후 포스팅 시스템에 의한 메이저 리그 진출에 대한 희망을 호소했지만 실현되지 않았고 재계약과 관련해서는 2억 엔＋인센티브의 2년 계약을 맺었다.

#### 2008년

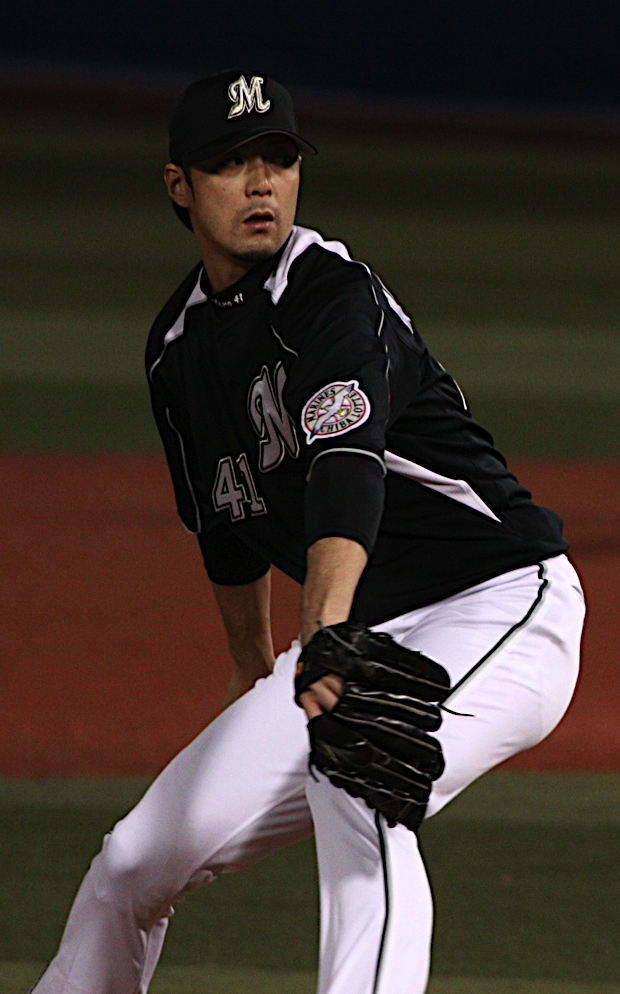
지바 롯데 시절의 고바야시(2010년)

프로 데뷔 12년 만에 처음으로 개막전 선발 투수(홋카이도 닛폰햄 파이터스 전)로 지명되었는데 당시 상대 투수는 다르빗슈 유였다. 6회 도중까지 무실점의 호투를 보였지만 갑자기 다리에 경련이 일어나면서 강판 당해 패전 투수가 되었다. 그 이후에는 오른쪽 어깨 통증이 일어난 적도 있어 뚜렷한 성적을 내지 못한 채 결국 5승 12패와 평균자책점 5.02의 사상 최저 성적을 기록해 선발 투수로서의 역할을 제대로 할 수 없었다.

#### 2009년
선발 로테이션의 일원으로서 활약을 했지만 4승 13패와 4.29의 평균자책점 등 전년도와 마찬가지로 최악의 성적을 기록해 그대로 시즌을 마감했다. 구원 투수로 등판할 시에는 4경기에 등판하면서 무실점, WHIP 0.78, 1할 3푼의 피타율로 호투했다.

#### 2010년
그 해 4월 6일부터 등록명을 고바야시 히로(小林宏)로 변경했다. 시범 경기에서 오른쪽 팔꿈치에 부상당했기 때문에 개막을 2군에서 맞이하게 되었고 상태에 따라서는 장기적인 전력 이탈의 가능성도 있었지만 개막 이후 7경기째가 되는 3월 30일의 1군 복귀 무대인 도호쿠 라쿠텐 골든이글스전에서 첫 세이브를 올렸다. 4월 26일에는 메이저 리그에 진출할 목적으로 FA권을 취득했고 최종적으로는 3승 3패 29세이브, 평균자책점 2.21, WHIP 1.07로 좋은 성적을 남겼지만 개막 이후부터 5월까지 평균자책점 0.00, WHIP 0.72, 8월에는 월간 평균자책점 0.69와 WHIP 1.08으로 호투한 반면에 6월에는 월간 평균자책점(5.19)과 WHIP(1.73)의 부진한 성적을 기록했다. 9월에는 월간 평균자책점 4.72로 구원 실패가 잇따라 나오게 되면서 특히 시즌 종반에는 세이브를 올릴 기회에 등판하는 것을 피하는 등 불안한 시즌을 보냈다.
시즌 종료 후에는 자신의 꿈인 메이저 리그 진출을 목표로 하여 FA권을 행사해 구단 측은 이에 만류하지 않았고 잔류하는 것에 대해서는 인정하지 않았다. 그 후 복수의 메이저 구단이 관심을 나타내고 있다라는 내용의 일부 언론에 보도되었지만 메이저 리그 계약의 오퍼는 없었다.

### 한신 타이거스 시절

#### 2011년
이듬해 1월 20일, FA를 행사한 직후 구보타 도모유키, 후지카와 규지와 연결하는 중간 계투의 축으로서 영입 의사를 표명하고 있던 한신 타이거스와 교섭에 임하면서 한신에 공식 입단했다. 추정 연봉치인 2년 총액의 5억 엔으로 합의, 같은 해 1월 28일에 입단 회견을 열었고 등번호는 지바 롯데 시절과 똑같은 41번으로 배정되었다.
그러나 시즌 전반기는 6차례의 구원 실패(그 중 4패)를 당하는 등 부진에 시달렸고 7월 26일 주니치 드래건스전에서 이적 후 첫 승리를 거두었지만 컨디션은 오르지 않고 8월 28일에 2군으로 떨어졌다. 9월 30일에는 다시 1군에 등록되었지만 10월 4일 도쿄 야쿠르트 스왈로스전에서 실점을 허용하는 등 시즌 종료 때까지 불안정한 모습이 계속 노출되면서 그대로 시즌을 마쳤다.

## 상세 정보

### 출신 학교
- 가스카베교에이 고등학교

### 선수 경력
프로팀 경력
- 지바 롯데 마린스(1997년 ~ 2010년)
- 한신 타이거스(2011년 ~ 2012년)
- 사이타마 세이부 라이온스(2014년)

독립리그팀 경력
- 군마 다이아몬드 페가수스(2013년)
- 시나노 그랜드세로스(2014년)

국가 대표 경력
- 월드 베이스볼 클래식 일본 국가대표팀(2006년)

### 지도자 경력
- 시나노 그랜드세로스(2014년)
- 무사시 히트 베어스(2015년 ~ )

### 수상·타이틀 경력
- 월간 MVP : 1회(2004년 8월)
- 센트럴·퍼시픽 교류전 MVP : 1회(2005년)
- 지바시 시민 영예상(2006년)

### 개인 기록

#### 투수 기록
- 첫 등판 : 1998년 7월 4일, 대 후쿠오카 다이에 호크스 11차전(지바 마린 스타디움)
- 첫 탈삼진 : 2001년 6월 18일, 대 오릭스 블루웨이브 전(그린 스타디움 고베)
- 첫 승리 : 2001년 7월 9일, 대 후쿠오카 다이에 호크스 18차전(지바 마린 스타디움)
- 첫 선발 : 2001년 8월 5일, 대 세이부 라이온스 21차전(지바 마린 스타디움)
- 첫 선발 승리 : 2003년 7월 9일, 대 오사카 긴테쓰 버펄로스 14차전(지바 마린 스타디움)
- 첫 완투 승리 : 2003년 9월 28일, 대 오릭스 블루웨이브 25차전(지바 마린 스타디움)
- 첫 완봉 승리 : 2005년 8월 26일, 대 오릭스 버펄로스 16차전(지바 마린 스타디움)
- 첫 홀드 : 2009년 6월 3일, 대 요미우리 자이언츠 1차전(지바 마린 스타디움)
- 첫 세이브 : 2010년 3월 30일, 대 도호쿠 라쿠텐 골든이글스 1차전(지바 마린 스타디움)

#### 타격 기록
- 첫 안타 : 2005년 5월 18일, 대 히로시마 도요 카프 2차전(히로시마 시민 구장)
- 첫 타점 : 상동.

#### 기록 달성 경력
- 통산 1000투구회 : 2008년 7월 22일, 대 홋카이도 닛폰햄 파이터스 15차전(삿포로 돔) ※역대 312번째.
- 통산 1000탈삼진 : 2009년 8월 26일, 대 후쿠오카 소프트뱅크 호크스 17차전(지바 마린 스타디움) ※역대 126번째.

#### 기타
- 올스타전 출장 : 5회(2002년, 2004년, 2005년, 2007년, 2010년) ※모두 감독 추천.

### 등번호
- 41(1997년 ~ 2014년 도중)
- 52(2014년 도중 ~ 시즌 종료)

### 등록명
- 小林 宏之(1997년 ~ 2009년, 2013년 ~ 2014년 도중, 2015년 ~ )
- 小林宏(2010년 ~ 2012년, 2014년 도중 ~ 시즌 종료)

### 연도별 투수 성적
| 연 도       | 소 속       | 등 판 | 선 발 | 완 투 | 완 봉 | 무 4 구 | 승 리 | 패 전 | 세 이 브 | 홀 드 | 승 률 | 타 자 | 이 닝  | 피 안 타 | 피 홈 런 | 볼 넷 | 고 4 | 몸 맞 | 탈 삼 진 | 폭 투 | 보 크 | 실 점 | 자 책 점 | 평 자 책 | W H I P |
| ----------- | ----------- | ----- | ----- | ----- | ----- | ------- | ----- | ----- | -------- | ----- | ----- | ----- | ------ | -------- | -------- | ----- | ---- | ----- | -------- | ----- | ----- | ----- | -------- | -------- | ------- |
| 1998년      | 지바 롯데   | 2     | 0     | 0     | 0     | 0       | 0     | 0     | 0        | --    | ----  | 11    | 2.1    | 3        | 0        | 1     | 0    | 0     | 0        | 0     | 0     | 0     | 0        | 0.00     | 1.71    |
| 2001년      | 지바 롯데   | 22    | 7     | 0     | 0     | 0       | 1     | 4     | 0        | --    | .200  | 238   | 56.0   | 49       | 11       | 23    | 0    | 1     | 45       | 3     | 0     | 24    | 23       | 3.70     | 1.29    |
| 2002년      | 지바 롯데   | 58    | 1     | 0     | 0     | 0       | 7     | 4     | 0        | --    | .636  | 333   | 81.2   | 67       | 12       | 27    | 5    | 1     | 84       | 9     | 1     | 25    | 23       | 2.53     | 1.15    |
| 2003년      | 지바 롯데   | 50    | 14    | 3     | 0     | 0       | 10    | 10    | 0        | --    | .500  | 592   | 145.1  | 135      | 17       | 36    | 2    | 3     | 117      | 7     | 1     | 66    | 62       | 3.84     | 1.18    |
| 2004년      | 지바 롯데   | 24    | 24    | 2     | 0     | 0       | 9     | 7     | 0        | --    | .563  | 666   | 154.1  | 162      | 22       | 57    | 3    | 4     | 137      | 7     | 0     | 77    | 73       | 4.26     | 1.42    |
| 2005년      | 지바 롯데   | 23    | 23    | 4     | 1     | 1       | 12    | 6     | 0        | 0     | .667  | 666   | 160.2  | 157      | 14       | 28    | 1    | 6     | 129      | 6     | 0     | 60    | 59       | 3.30     | 1.15    |
| 2006년      | 지바 롯데   | 20    | 20    | 3     | 1     | 0       | 10    | 7     | 0        | 0     | .588  | 578   | 142.2  | 129      | 14       | 27    | 2    | 4     | 120      | 5     | 0     | 51    | 44       | 2.78     | 1.09    |
| 2007년      | 지바 롯데   | 25    | 25    | 5     | 2     | 1       | 13    | 3     | 0        | 0     | .813  | 699   | 170.2  | 157      | 9        | 38    | 0    | 4     | 163      | 7     | 0     | 56    | 51       | 2.69     | 1.14    |
| 2008년      | 지바 롯데   | 23    | 23    | 1     | 0     | 0       | 5     | 12    | 0        | 0     | .294  | 618   | 138.0  | 155      | 15       | 45    | 3    | 2     | 112      | 5     | 0     | 85    | 77       | 5.02     | 1.45    |
| 2009년      | 지바 롯데   | 24    | 20    | 4     | 0     | 1       | 4     | 13    | 0        | 2     | .235  | 582   | 134.1  | 142      | 16       | 35    | 1    | 7     | 120      | 7     | 0     | 70    | 64       | 4.29     | 1.32    |
| 2010년      | 지바 롯데   | 57    | 0     | 0     | 0     | 0       | 3     | 3     | 29       | 5     | .500  | 249   | 61.0   | 51       | 2        | 14    | 1    | 3     | 53       | 6     | 0     | 17    | 15       | 2.21     | 1.07    |
| 2011년      | 한신        | 42    | 0     | 0     | 0     | 0       | 1     | 5     | 0        | 21    | .167  | 181   | 39.0   | 43       | 2        | 19    | 4    | 2     | 45       | 8     | 0     | 17    | 13       | 3.00     | 1.59    |
| 통산 : 12년 | 통산 : 12년 | 370   | 157   | 22    | 4     | 3       | 75    | 74    | 29       | 28    | .503  | 5413  | 1286.0 | 1250     | 134      | 350   | 22   | 37    | 1125     | 70    | 2     | 548   | 504      | 3.53     | 1.24    |

- 2011년 기준, 굵은 글씨는 시즌 최고 성적.
- 1997년, 1999년, 2000년은 1군 출장 없음.